# Lophotis
Lophotis es un género de aves otidiformes perteneciente a la familia Otididae. El género contiene tres especies, todas ellas africanas. Todas las especies estuvieron clasificadas en el género Eupodotis, y están cercanamente emparentadas con las especies del género Afrotis. Una característica del género es un penacho eréctil rosado.

## Especies
Se reconocen tres especies:
- Lophotis savilei - sisón moñudo saheliano;
- Lophotis gindiana - sisón moñudo etíope;
- Lophotis ruficrista - sisón moñudo austral.